# Aristolebia
Aristolebia – rodzaj chrząszcza z rodziny biegaczowatych i podrodziny Lebiinae.

## Morfologia
Rodzaj charakteryzują następujące cechy: zewnętrzne kąty wierzchołkowe pokryw kanciaste, wcięcie wierzchołka pokryw, półokrągłe przedplecze, obecność dwóch przedwierzchołkowych wcięć na wewnętrznej powierzchni środkowych goleni samców, dziwny kształt aedeagusa samców oraz nieoszczecinione drugie gonokoksyty samic.

## Występowanie
Przedstawiciele tego rodzaju występują od południowych Indii, Chin i Filipin, przez Półwysep Indochiński, Indonezję, Papuę-Nową Gwineę po północną Australię.

## Taksonomia
Rodzaj został opisany w 1892 roku przez Henry'ego Waltera Batesa, który jego gatunkiem typowym ustanowił gatunek Aristolebia quadridentata.
Do tego rodzaju zalicza się 13 opisanych gatunków:
- Aristolebia apicalis Baehr, 2010
- Aristolebia capitis Darlington, 1968
- Aristolebia crucigera Baehr, 2004
- Aristolebia davaonis (Heller, 1921)
- Aristolebia floreana Baehr, 2011
- Aristolebia mucronata (Sloane, 1907)
- Aristolebia oculata Baehr, 2010
- Aristolebia paracrucigera Baehr, 2011
- Aristolebia prattiana (Bates, 1889)
- Aristolebia quadridentata Bates, 1892
- Aristolebia rubiginosa Kirschenhofer, 2012
- Aristolebia triramosa Baehr, 2010
- Aristolebia wau Darlington, 1968